# Pello Artola
Nacimiento: 6 de septiembre de 1948, Andoáin (Guipúzcoa), España.
-Posición: PorteroAltura: 1,78m
-Apodo: “Pello”.
Inicios y Real Sociedad (1967–1975):
Artola se formó como futbolista en el San Sebastián CF, el filial de la Real Sociedad, club con el que debutó en Primera División. 
Durante su etapa en el primer equipo, alternó titularidades y suplencias, especialmente tras la aparición de Luis Arconada, quien terminaría consolidándose como el guardameta principal del club vasco. Esta situación propició su salida.
Trayectoria en el FC Barcelona (1975–1984):
En 1975 fichó por el FC Barcelona, donde vivió sus mejores años como futbolista. Aunque en sus primeros tiempos fue suplente del mítico Salvador Sadurní, pronto se hizo con la titularidad.
Artola destacó por su agilidad bajo palos, reflejos rápidos y capacidad para realizar paradas decisivas. Fue pieza clave en varias conquistas del equipo durante una época en la que el Barça no era dominante en la liga, pero sí competitivo en torneos coperos.

## Trayectoria
Artola se formó en la cantera del S.D.Lengokoak del cual pasó a la Real Sociedad de Fútbol de San Sebastián. En la temporada 1967-68 jugó en su filial de Tercera división, el San Sebastián CF para dar el salto al primer equipo en 1968, con 20 años recién cumplidos. 
Sin embargo Artola estuvo durante las siguientes temporadas a la sombra de José Ramón Esnaola, siendo suplente de este y con sólo puntuales apariciones sobre el campo. Debutó el 13 de diciembre de 1970 en Primera División de España en un derbi contra el Athletic Club y esa temporada jugó otros dos partidos de Liga, pero no volvió a jugar de nuevo un partido oficial con la Real hasta octubre de 1974. De hecho durante la temporada 1972-73 retornó de nuevo a la disciplina del filial para contar con minutos de juego, mientras que su puesto de suplente en el primer equipo lo ocupaba Urruti. Al finalizar la temporada 1972-73 Esnaola fue traspasado al Real Betis. Urruti ocupó en un principio la vacante de Esnaola, pero año y medio más tarde, a finales de 1974 Artola consiguió ganarle la titularidad. Artola fue el portero titular durante la mayor parte de la temporada 1974-75 en la que cuajó un gran papel. El equipo revalidó el cuarto puesto de la temporada anterior y se clasificó por segunda vez en su historia para la Copa de la UEFA. Su gran papel en aquella campaña le valió para que los grandes se fijaran en él.
En 1975 fichó por el F. C. Barcelona, club en el que permaneció hasta 1984. Fue guardameta titular del conjunto azulgrana durante ocho temporadas. En total, disputó 311 partidos oficiales con el Barcelona. A nivel personal, su mejor temporada fue la 1978-1979 en la que encajó 25 goles en 29 partidos de la Liga española de fútbol, por lo que fue el portero menos goleado de la Liga, y ganó el Trofeo Zamora. Se convirtió, de esa manera, en el quinto portero del F. C. Barcelona en ganar el Trofeo Zamora, tras Antoni Ramallets, José Manuel Pesudo, Salvador Sadurní y Miguel Reina.
A nivel colectivo, participó en la consecución de tres Copa del Rey (1978, 1981 y 1983), una Copa de la Liga (1983) y una Supercopa de España (1983). También ganó 2 Recopas de Europa (1979 y 1982).
En su última temporada, la 1983-1984, perdió la titularidad en beneficio de Francisco Javier González Urruticoechea, "Urruti", que sería su sucesor en el marco barcelonista.

## Selección nacional
Artola nunca llegó a jugar con la selección absoluta de ESPAÑA, aunque sí fue convocado para la Eurocopa de 1980 como tercer portero, por detrás de Luis Arconada y Urruti, sin disputar ningún partido. 

## Clubes
| Club          | País   | Año       |
| ------------- | ------ | --------- |
| Real Sociedad | ESPAÑA | 1967-1975 |
| FC. Barcelona | ESPAÑA | 1975-1984 |
| Retirada      | ESPAÑA | 1984      |

## Títulos

### Títulos nacionales
| Título                    | Equipo          | País   | Año  |
| ------------------------- | --------------- | ------ | ---- |
| Copa del Rey              | F. C. Barcelona | España | 1978 |
| Copa del Rey              | F. C. Barcelona | España | 1981 |
| Copa del Rey              | F. C. Barcelona | España | 1983 |
| Copa de la Liga de España | F. C. Barcelona | España | 1983 |
| Supercopa de España       | F. C. Barcelona | España | 1983 |

### Títulos internacionales
| Título           | Club      | País      | Año  |
| ---------------- | --------- | --------- | ---- |
| Recopa de Europa | Barcelona | Basilea   | 1979 |
| Recopa de Europa | Barcelona | Barcelona | 1982 |

### Distinciones individuales
| Distinción    | Año  |
| ------------- | ---- |
| Trofeo Zamora | 1978 |